# تگرک-ساز (شهرستان قره‌کولجه)
تگرک-ساز (به لاتین: Tegerek-Saz) یک روستا در قرقیزستان است که در شهرستان قره‌کولجه واقع شده‌است. تگرک-ساز ۷۹۳ نفر جمعیت دارد و ۲٬۱۲۱ متر بالاتر از سطح دریا واقع شده‌است.